# Heteronychus sacchari
Heteronychus sacchari är en skalbaggsart som beskrevs av Gilbert John Arrow 1908. Heteronychus sacchari ingår i släktet Heteronychus och familjen Dynastidae. Inga underarter finns listade i Catalogue of Life.